# 弗雷维尔迪加蒂奈
弗雷维尔迪加蒂奈（法語：Fréville-du-Gâtinais，法語發音：[fʁevil dy ɡatinɛ]，意为“加蒂奈的弗雷维尔”）是法国卢瓦雷省的一个市镇，位于该省中北部略偏东，属于蒙塔日区。

## 地理
弗雷维尔迪加蒂奈（48°1'25"N, 2°26'40"E）面积9.77 平方千米，位于法国中央-卢瓦尔河谷大区卢瓦雷省，该省份为法国中北部省份，北起埃松省，西北接厄尔-卢瓦省，西南接卢瓦-谢尔省，南至涅夫勒省和谢尔省，东临约讷省，东北接塞纳-马恩省。
与弗雷维尔迪加蒂奈接壤的市镇（或旧市镇、城区）包括：圣卢德维涅、加蒂奈地区梅济耶尔、蒙利亚尔、乌祖埃苏贝勒加尔德、伯宗德河畔基耶尔。

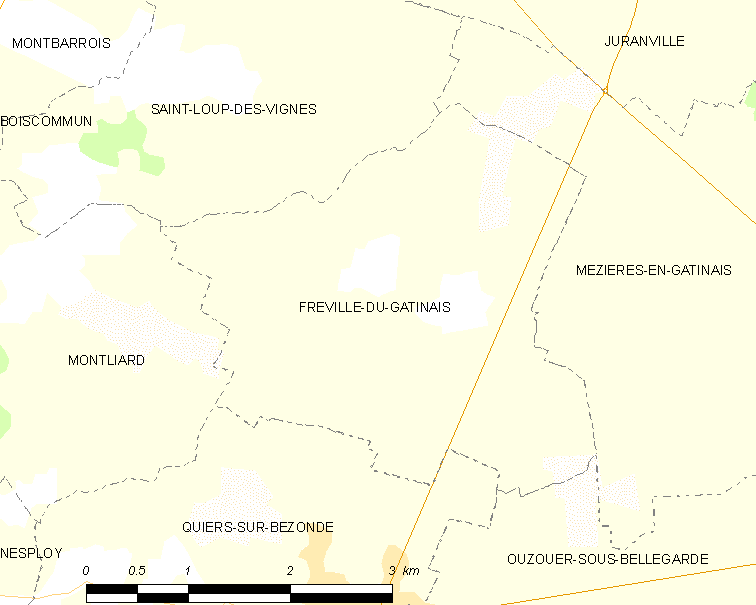
弗雷维尔迪加蒂奈的OSM定位图

弗雷维尔迪加蒂奈的时区为UTC+01:00、UTC+02:00（夏令时）。

## 行政
弗雷维尔迪加蒂奈的邮政编码为45270，INSEE市镇编码为45150。

## 政治
弗雷维尔迪加蒂奈所属的省级选区为洛里斯县。

## 人口

1962-2008年间弗雷维尔迪加蒂奈人口变化图示

弗雷维尔迪加蒂奈于2022年1月1日时的人口数量为178人。